# O Último Dia de um Condenado à Morte
O Último Dia de um Condenado (no original em francês, Le dernier jour d'un condamné) é um livro de autoria de Victor Hugo, publicado em 1829. Foi escrito como um protesto à sentença de morte.
Narra a história de um homem condenado à morte, descrevendo os seus tormentos e sentimentos durante a jornada, a partir da condenação até a execução da sentença. As críticas à situação social, não só nacional, mas também mundial, encontram-se em enorme abundância, já que a pena de morte levanta certos problemas éticos.
O livro não foi bem recebido pela crítica por descrever a realidade nua e crua, e os críticos tacharam o livro de horripilante pelos sentimentos deprimentes que ele apresentava.